# Station Kołobrzeg Stadion
Station Kołobrzeg Stadion is een spoorwegstation in de Poolse plaats Kołobrzeg.